# Tulum

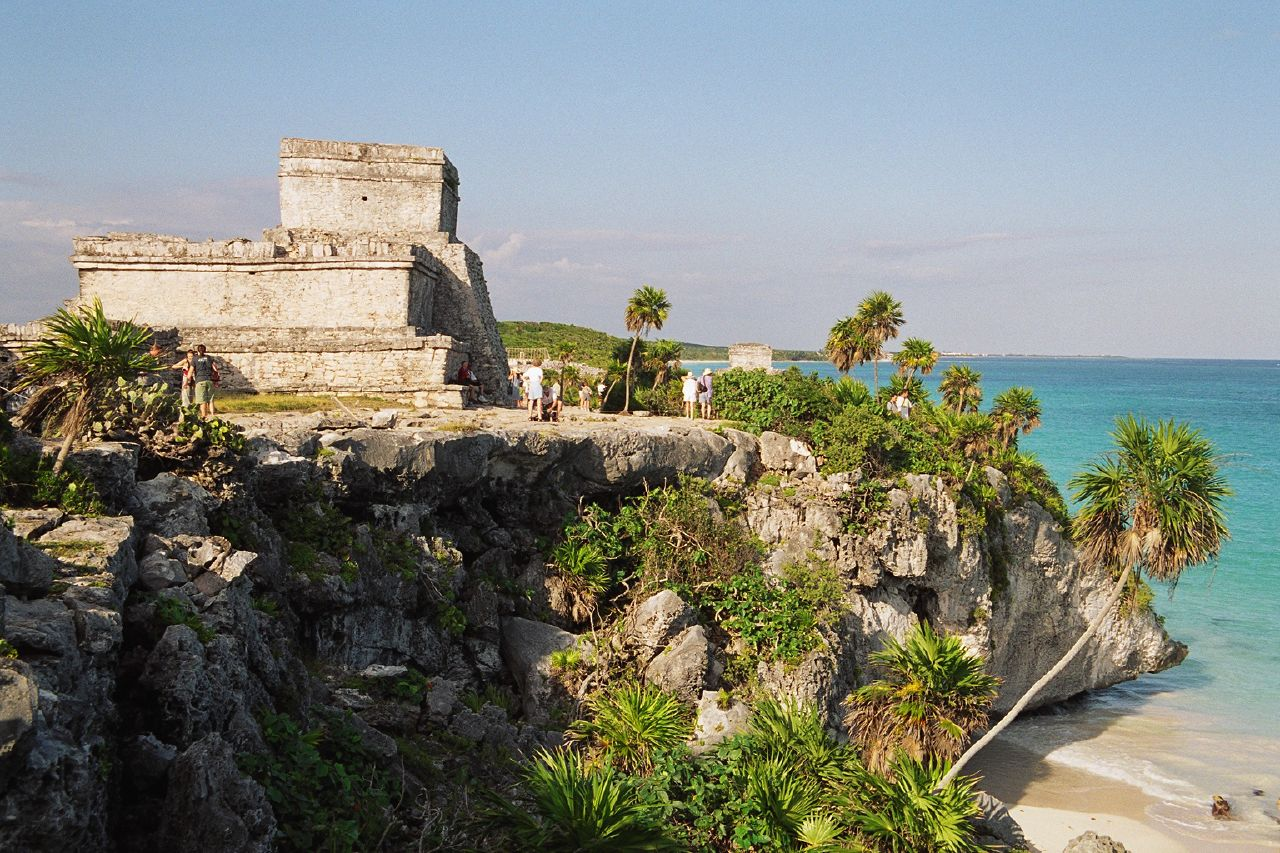
Zona arqueológica de Tulum y el mar Caribe.

Tulum, o antiguamente llamado Zamá, fue una ciudad amurallada de la cultura maya ubicada en el Estado de Quintana Roo, en el sureste de México, en la costa del mar Caribe. En la actualidad es un gran atractivo turístico de la Riviera Maya y junto a ella se encuentra la moderna población del mismo nombre, Tulum. La ciudad maya se encuentra dentro del denominado Parque Nacional Tulum.

## Zona arqueológica de Tulum

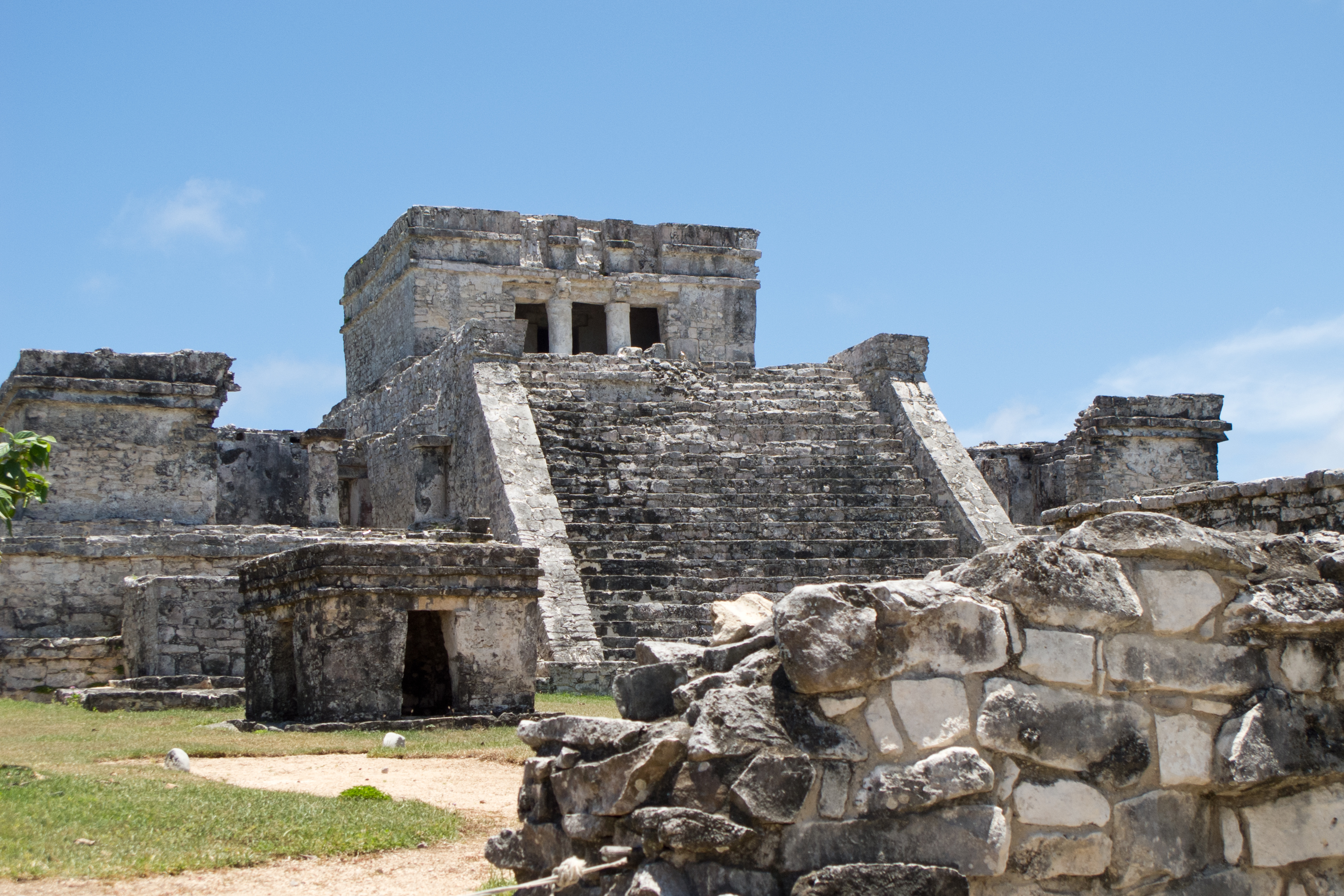
El principal edificio de Tulum, conocido como "El Castillo".

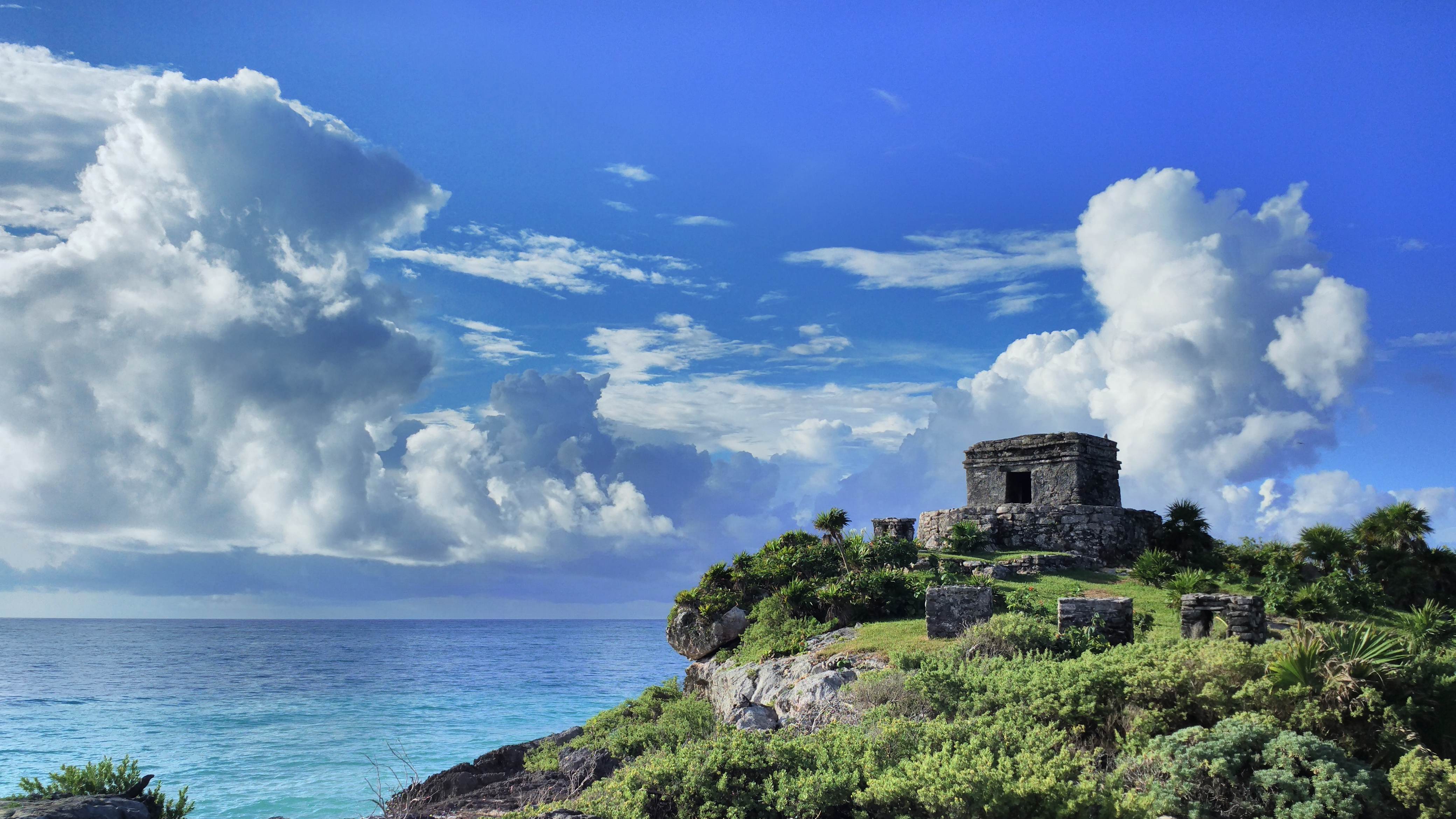
Templo del dios del Viento.

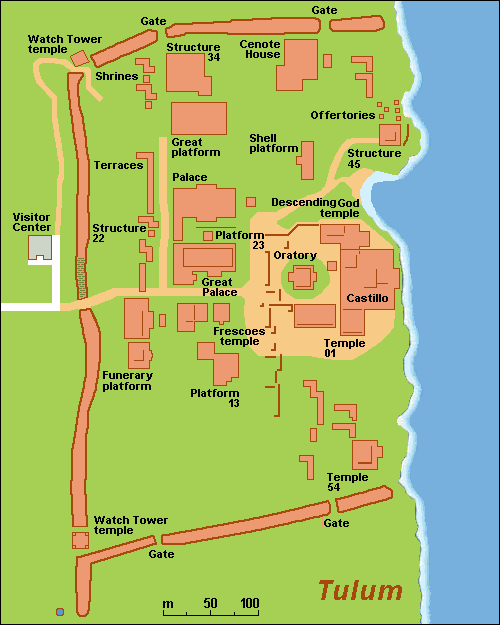
Mapa del centro de Tulum.

El sitio arqueológico de Tulum está asentado en la costa oriental del estado de Quintana Roo, en la región conocida como la Riviera Maya.
La ciudad recibía en la antigüedad el nombre maya de Zamá (que significa en maya amanecer) y el actual, Tulum (que significa en maya muralla), que parece haber sido utilizado para referirse a la ciudad cuando ya se encontraba en ruinas. Por los numerosos registros en murales y otros trabajos encontrados en los edificios de la ciudad, se tiene considerado que Tulum fue un importante centro de culto para el llamado "dios descendente".
Aunque se han encontrado inscripciones que datan de 564, la mayor parte de los edificios que se aprecian hoy en día fueron construidos en el periodo posclásico de la civilización maya, entre los años 1200 y 1450. La ciudad todavía era habitada en los primeros años de la colonia española pero a finales del siglo XVI ya no quedaban residentes.
En la cultura maya, se le daba una importancia a la planeación de la ciudad según la cosmología, y es así que la construcción de la ciudad de Tulum se basó en el concepto de las “cuatro esquinas” que hace referencia a los puntos cardinales y que a su vez surge del antiguo patrón cósmico de cinco puntos. La ciudad como cuadrilátero, representaba un mundo ordenado, racional, hecho para dioses y hombres por igual. En cada esquina o entrada se instalaron balames protectores o guardianes del pueblo.
En 1842, John Lloyd Stephens y Frederick Catherwood, quienes previamente habían estado en Copán, Palenque y Uxmal, decidieron conocer Tulum y Catherwood no podía dejar pasar la oportunidad de dibujar dichas ruinas. Es evidente la combinación de arquitectura maya y del centro de México. Uno de los edificios más importantes se llama El Castillo y está construido frente al mar, es probablemente una de las construcciones más antiguas de la ciudad. Es una construcción impresionante que tiene elementos que hacen referencia al Sol y a Venus, además de que el Castillo se asienta sobre un acantilado, y en la parte inferior hay una cueva; esto representa de forma clara el concepto vertical del universo, donde existen planos superiores, y la cueva representa el inframundo.
El Templo del Dios Descendente ha recibido también mucha atención por parte de expertos e investigadores, con una curiosa asimetría en su fachada, la cual da al poniente pero la cual tiene un personaje de estuco dispuesto en el nicho sobre el dintel en posición descendente que capta la visión inmediatamente. Miller presenta la idea que las pinturas que se pueden encontrar en el interior representan ideas de nacimiento y renovación, relacionándolo a su vez con Venus en su aspecto matutino.
Otro edificio extraordinario es el Templo de los Frescos, los muros internos están decorados con pinturas en tonos predominantemente grises y azules; estos frescos impresionaron a Catherwood y a Stephens quienes confirmaron nuevamente su opinión respecto a la grandeza maya.
Hasta principios del siglo XX algunos pueblos vecinos acostumbraban a visitar el sitio para llevar ofrendas, pero el continuo flujo de turistas puso la práctica en desuso. Algunos frescos encontrados en el interior de los edificios sugieren algunas influencias mixtecas en la comunidad.
La arqueóloga Pilar Luna, especialista en arqueología marina de México, explica que la importancia del edificio conocido como "El Castillo" para los navegantes mayas, era porque les permitía sortear los peligros del segundo arrecife de coral más largo del mundo. Los navegantes mayas para arribar a Tulum, se conducían por mar abierto paralelamente al arrecife de coral, cuando visualizaban "El Castillo", el cual cumplía con la función de faro, ya que les indicaba el momento para tomar el canal que dividía el arrecife, esto se lograba mediante la ayuda de dos ventanales de la fachada de este edificio, los cuales al ser iluminados por luz natural o antorchas por la noche, les indicaba el momento preciso para hacer girar las embarcaciones, así evitaban chocar con el arrecife salvaguardando las mercancías que transportaban.[cita requerida]
Tulum fue una de las urbes mayas más significativas de los siglos XIII y XIV, por ser una escala imprescindible para las rutas comerciales de los mayas, en su explotación de las riquezas marítimas de las costas del actual Quintana Roo. En su mejor momento, Tulum se perfiló como el nexo entre las dinámicas comerciales marítimas y terrestres en el mundo maya. De hecho, en Tulum han sido hallados objetos procedentes de varias regiones de la Península de Yucatán y Centroamérica, lo cual pondera la trascendencia que tuvo, esta ciudad maya, para el comercio del México Antiguo.

## Las primeras reproducciones de sus murales
Las primeras calcas que de los frescos fueron hechos en 1916 por Thomas Gann, cuándo pasó cuatro días en el sitio como miembro de una expedición de la Institución Carnegie de Washington. Sylvanus G. Morley, el director del proyecto, incluyó tres de las figuras dibujadas por Thomas Gann de la fachada oeste de la Estructura 5 (Templo del Dios Descendente) en un informe describiendo el trabajo que realizó. #1BIB1REF

## Parque nacional

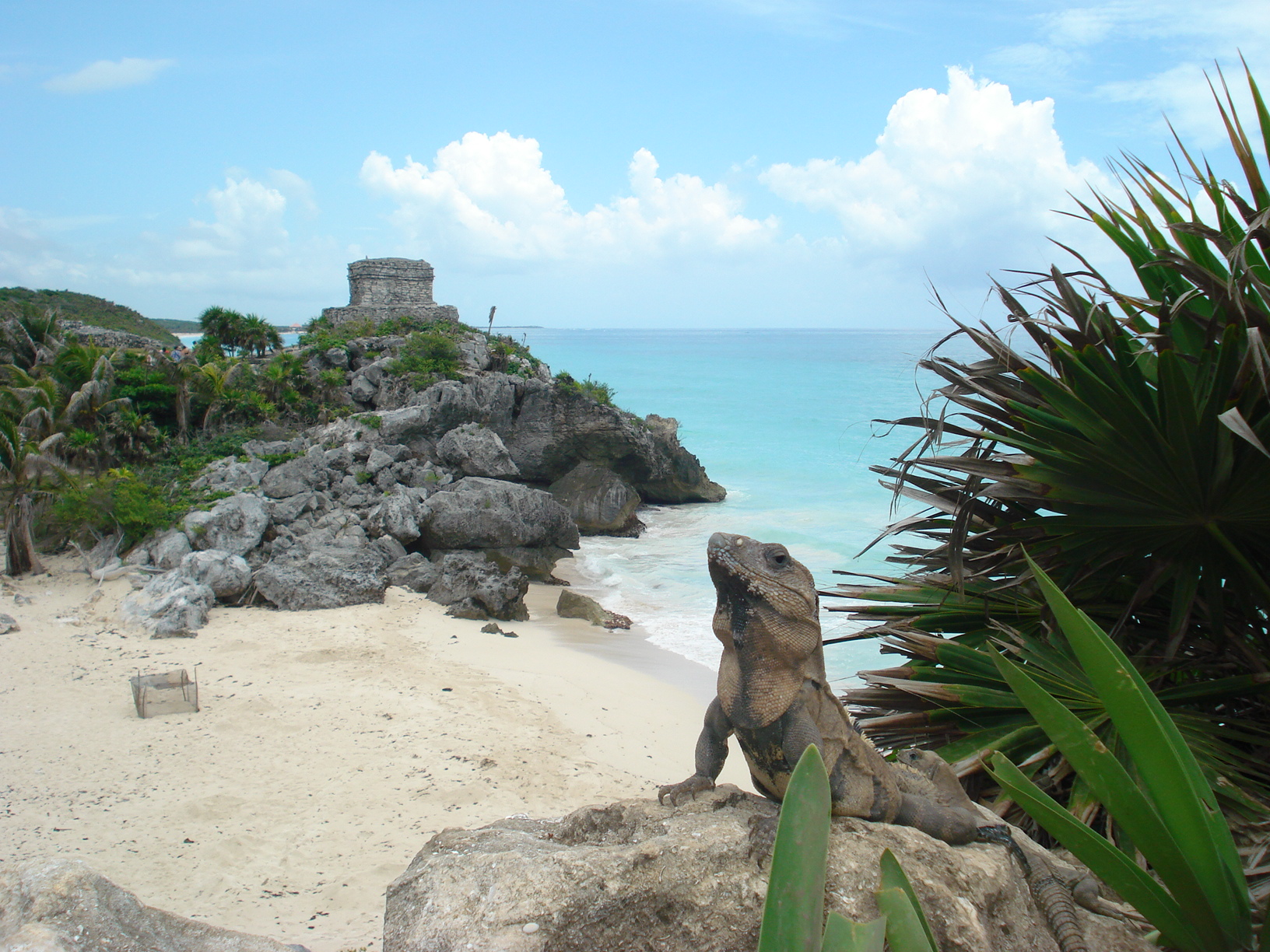
Las iguanas deambulan por toda la zona.

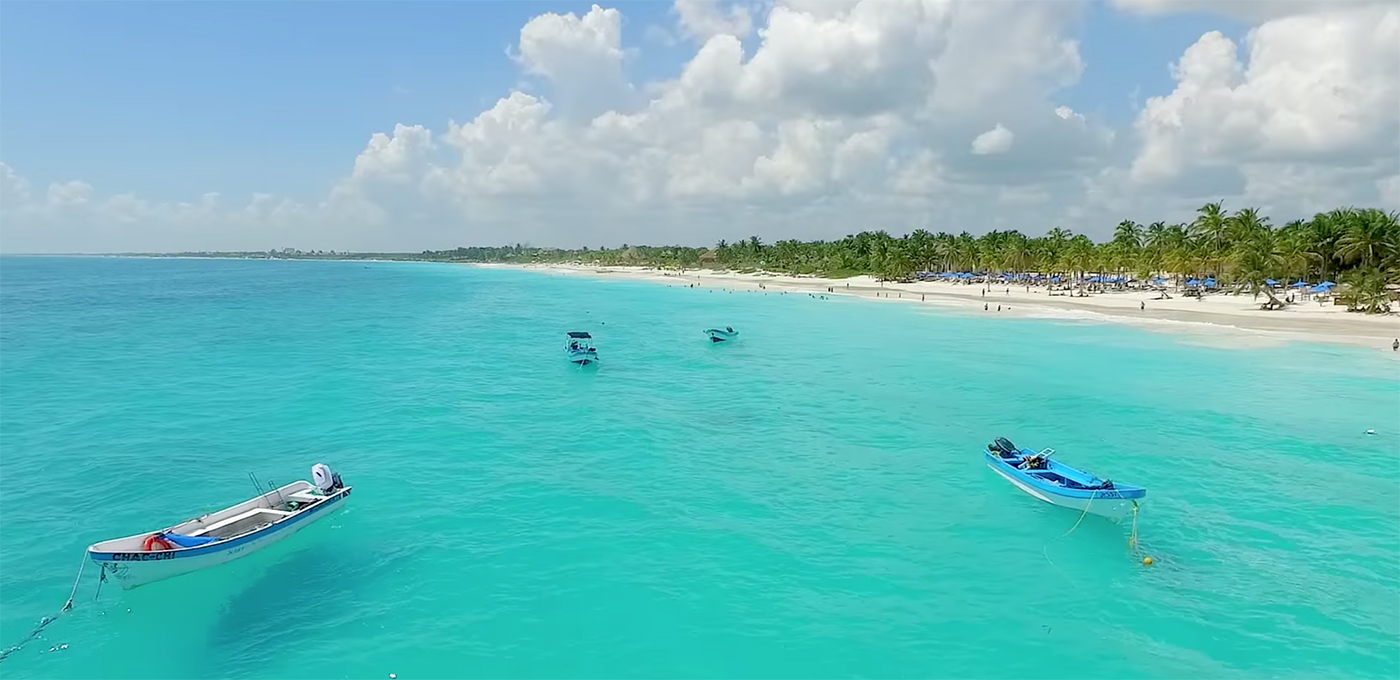
Una playa de Tulum con vista de pájaro.

La zona arqueológica de Tulum se encuentra dentro del parque nacional homónimo. Se declaró así mediante el Decreto publicado el 23 y 30 de abril en el Diario Oficial de la Federación.
El parque nacional Tulum constituye la única Área Natural Protegida terrestre en el corredor Cancún-Tulum, una zona cada vez más presionada por el turismo que se ha venido desarrollando de manera creciente en la última década y que poco a poco va reduciendo las zonas costeras naturales al convertirlas en sitios de alojamiento y hospedaje. Por ello, la gran importancia de mantener uno de los pocos reductos naturales de la región, que además, se ubica alrededor de la zona arqueológica conocida como la zona “amurallada” de Tulum una de las más bellas y con mayor afluencia turística del país.
El parque nacional Tulum tiene una extensión de 664 hectáreas, 32 áreas y 13 centiáreas. Se distribuye desde el norte del poblado de Tulum por la zona costera llamada Casa Cenote. Aunque es un área de conservación reducida alberga una gran variedad de flora y fauna características de la región.
El área se distribuye fundamentalmente a lo largo de la zona costera desde el norte del poblado de Tulum, y hasta la zona denominada como Casa Cenote, colindando hacia el este con la zona federal marítimo terrestre y al oeste con la Carretera Federal 307.
El Decreto de creación del parque nacional Tulum señala que es necesario el establecimiento de parques nacionales para uso público en aquellas áreas que por su ubicación, belleza, valor científico, educativo o recreativo, lo ameriten, debiendo realizar las obras necesarias para su conservación y acondicionamiento en beneficio de la colectividad. De igual forma, dentro de esa área, se localizan diversos cenotes de agua dulce, ligados a las tradiciones, ceremonias y leyendas del pueblo maya, elementos que unidos a la belleza escénica y vestigios de culturas anteriores a la nuestra, constituyen los elementos necesarios para proteger al parque nacional.
De clima cálido húmedo y con altitudes menores a los 100 metros por su carácter costero. De selva mediana cabe destacar la presencia de especies vegetales como el chaca (Bursera simaruba), el chicozapote (Manilkara zapota), el palo tinto o campeche (Haematoxylum campechianum), el chechén (Metopium brownei) y la palma chit (Thrinax radiata). El ecosistema es de tipo manglar, compuesto principalmente por mangle rojo (Rhizophora mangle). La fauna está predominada por ejemplares de patos cuchara (Anas clypeata), golondrinas fulva (Hirundo fulva), correlimos pectorales o playeros pechirrayados (Calidris melanotos), monos arañas (Ateles geoffroyi), agachadizas comunes (Gallinago gallinago), monos aulladores (Alouatta pigra), osos hormigueros (Tamandua mexicana), armadillos (Dasypus novemcinctus), ardillas (Sciurus yucatanensis) o ejemplares de tuzas (Orthogeomys hispidus).

## Biodiversidad
De acuerdo al Sistema Nacional de Información sobre Biodiversidad de la Comisión Nacional para el Conocimiento y Uso de la Biodiversidad (CONABIO) en el parque nacional Tulum habitan más de 545 especies de plantas y animales de las cuales 55 se encuentra dentro de alguna categoría de riesgo de la Norma Oficial Mexicana NOM-059 y 17 son exóticas.

## En la cultura popular
La película Planet Terror termina con los sobrevivientes del apocalipsis zombi refugiándose en Tulum.
En la película Black Panther: Wakanda Forever se menciona que Namor nació en 1571 en el reino maya de Zamá, en la Península de Yucatán.[cita requerida]